# 도쿄 03

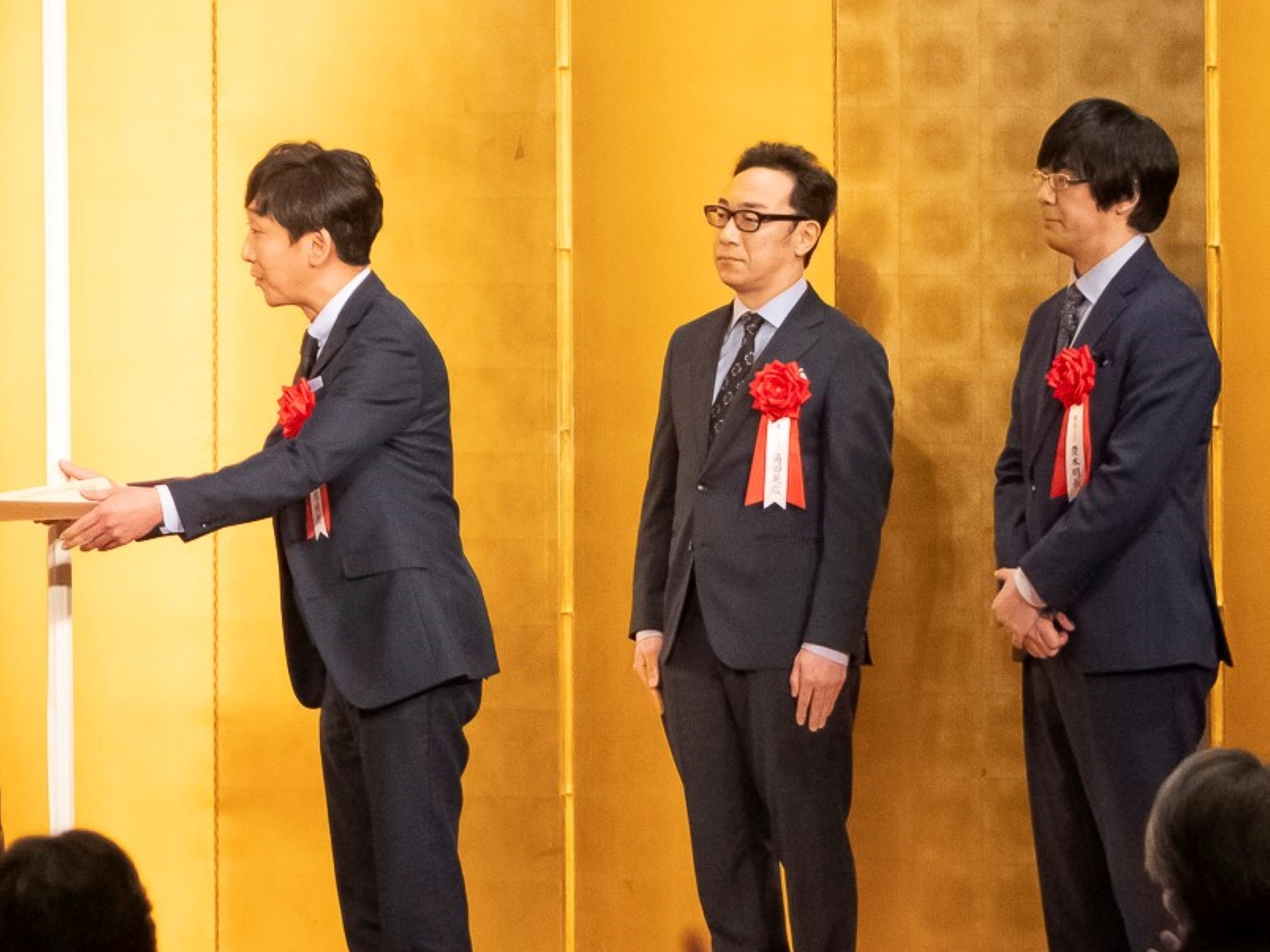
왼쪽부터 이이즈카 사토시, 카쿠타 아키히로, 토요모토 아키나가

도쿄 03(일본어: 東京03 とうきょうゼロサン[*])은 일본의 프로덕션 진리키샤 소속 코미디 트리오.

## 멤버
이이즈카 사토시
飯塚 悟志
1973년 5월 27일 생
지바현 출신
혈액형 O형
카쿠타 아키히로
角田 晃広
1973년 12월 13일 생
도쿄도 출신
혈액형 A형
토요모토 아키나가
豊本 明長
1975년 6월 6일 생
아이치현 출신
혈액형 A형